# Nygut
Nygut – osada w Polsce, w województwie pomorskim, w powiecie starogardzkim, w gminie Skarszewy, przy trasie rozebranej linii kolejowej Skarszewy-Starogard Gdański-Skórcz. 
Do 2023 miejscowość była częścią wsi Bolesławowo.
W latach 1975–1998 Nygut należał administracyjnie do województwa gdańskiego.

## Etymologia
Wieś Bolesławowo nosiła do 1905 nazwę Neuguth (Nygut, Nigut, Neugut), w latach 1905-1920 oraz 1939–1945 nazwę Modrowshorst, a w latach 1920-1939 oraz 1945-1950 Modrowo.
Georg von Modrow (1864-1931), który 1 lipca 1889 r. został właścicielem majątku Neuguth, zmienił w 1905 r. jego nazwę na Modrowshorst. Nazwa Nygut była nadal używana przez miejscową ludność jako określenie części wsi znajdującej się poza granicami pałacu.